# Conférence mondiale pour le désarmement

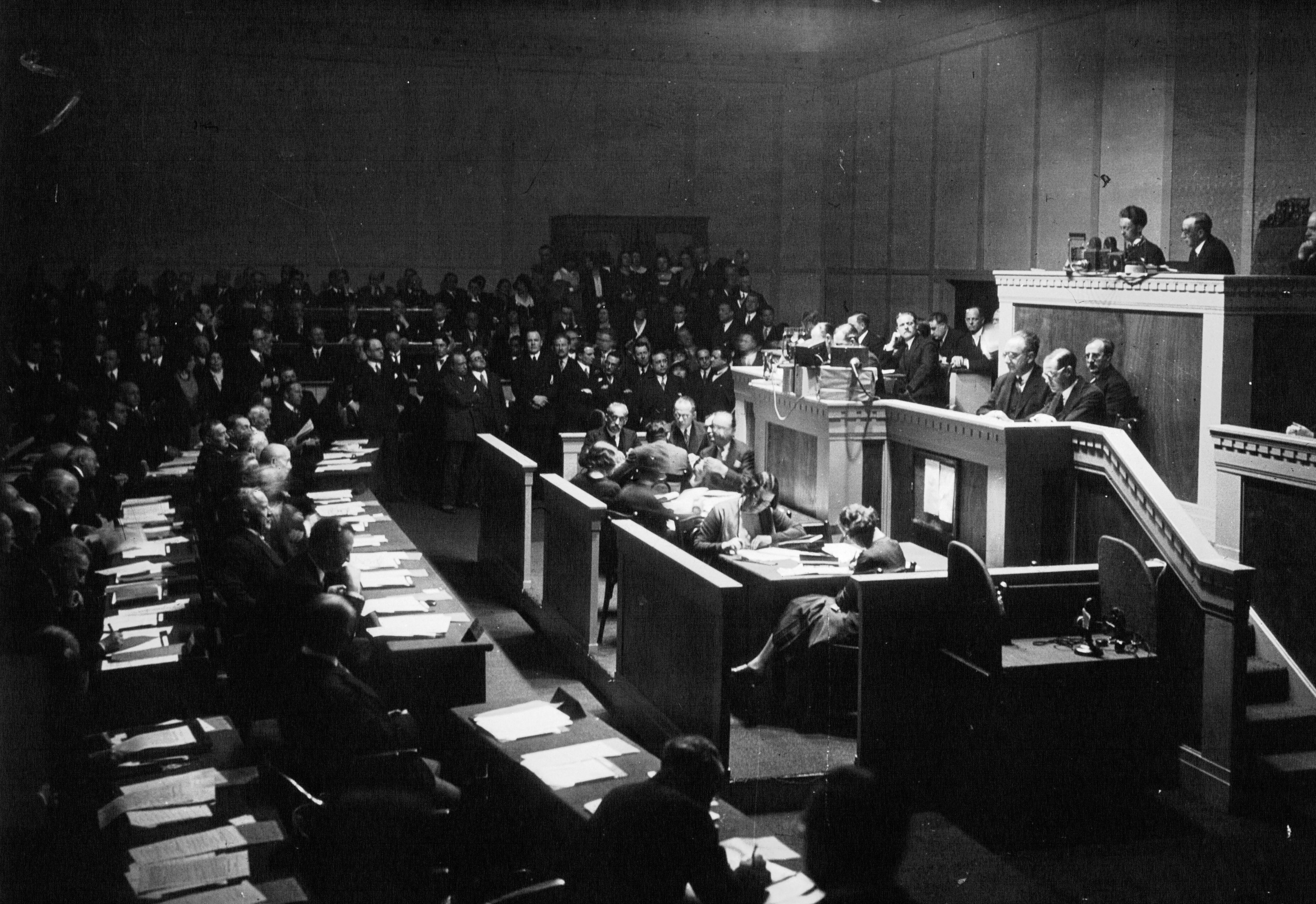
Le diplomate britannique Arthur Henderson s'exprimant lors de la Conférence mondiale sur le désarmement à Genève.

La Conférence pour la réduction et la limitation des armements de 1932-1934 (parfois Conférence mondiale du désarmement de Genève ou Conférence sur le désarmement) fut une conférence diplomatique organisée par la Société des Nations en collaboration avec les États-Unis et l'URSS, pour réaliser l'idéologie du désarmement. Elle eut lieu à Genève publiquement entre 1932 et 1934 et discrètement jusqu'à mai 1937. La conférence fut présidée par Arthur Henderson.
Il ne faut pas la confondre avec la Conférence du désarmement de l'ONU, qui existe encore.
Les négociations furent interrompues lorsque le chancelier allemand, Adolf Hitler, retira son pays de la table de la conférence et de la Société des Nations en octobre 1933. L'Allemagne se lança alors dans une politique de réarmement intensive. Les années 1930 virent le retour des intérêts nationaux, et la période des accords multilatéraux internationaux en faveur du pacifisme n'était plus de mise.

## Genèse de la Conférence pour la réduction et la limitation des armements
Durant l’entre-deux-guerres, la course aux armements était considérée comme l’une des causes de la Première Guerre mondiale. Les puissances victorieuses (en particulier les États-Unis, la France et le Royaume-Uni)  considéraient que la limitation et la réduction des armements étaient une condition nécessaire de la paix. Ce principe fut inscrit à la fois dans le traité de Versailles et dans le pacte de la Société des Nations.
Durant les années 1920, les projets de traités internationaux contre la course aux armements prirent trois directions.
Premièrement, les grandes puissances navales (Royaume-Uni, Japon, États-Unis) organisèrent une série de conférences navales qui devaient décider d’une limitation des flottes de guerre. Ces conférences ne concernaient que le domaine naval, et uniquement les pays cités plus haut. Ces Conférences aboutirent notamment au traité de Washington de 1922 et au traité naval de Londres de 1930.
Deuxièmement, la Société des Nations obtint un succès diplomatique grâce à la négociation du protocole de Genève de 1925, qui interdisait l’utilisation des armes chimiques.
Troisièmement, la plupart des grandes puissances s’accordèrent sur la nécessité de contrôler le commerce des armements. Ce contrôle était fondé sur deux principes. D’une part, il s’agissait de prendre des mesures immédiates pour éviter que les énormes stocks d’armements produits pendant la Première Guerre mondiale ne soient vendus par les anciens belligérants en mal de liquidités. Ce contrôle devait être particulièrement sévère en Afrique et dans les pays arabes. En fait, les puissances coloniales craignaient surtout que les populations colonisées puissent acquérir des armes de guerre et gagner ainsi leur indépendance. D’autre part, le contrôle du commerce des armes était une mesure de rétorsion contre les fabricants d’armes, qui étaient considérés comme responsables de la course aux armements qui avait mené à la Première Guerre mondiale. Les différentes tentatives de contrôler le commerce des armements – Convention de Saint-Germain-en-Laye de 1919, et Conférence pour le contrôle du commerce international des armes et munitions et matériel de guerre de 1925 – furent des échecs. Les pays importateurs d’armes se sentaient lésés du fait que le commerce soit contrôlé mais pas la production ; les pays exportateurs ne voulaient pas s’aliéner leurs clients.
Cependant, quelques pays, en particulier la France, considéraient que le désarmement général était nécessaire à la paix, mais qu’il ne pourrait être mis en application qu’après l’instauration d’un mécanisme efficace de sécurité collective. Pour la France, la sécurité collective était donc une condition du désarmement, qui était elle-même une condition de la paix. La France essaya donc, sans succès, d’instaurer un mécanisme efficace de sécurité collective. Pour cela, elle s’appuya sur la Société des Nations et sur les mouvements pacifistes qui fleurissaient en Europe. Le Conseil de la Société des Nations lança en septembre 1923 l’idée d’un pacte d’assistance universel, soutenu par la France et le Royaume-Uni. Il échoua devant le refus des États-Unis, de l’URSS, et de l’Allemagne. En 1924, le Conseil proposa un nouvel accord, le protocole de Genève, ou « protocole pour le règlement pacifique des différends internationaux », rédigé par les ministres des affaires étrangères grec, Politis, et tchécoslovaque, Beneš. Un changement de majorité au parlement britannique fit échouer le projet, le nouveau gouvernement refusant un accord contraignant.
À la fin des années vingt, aucune solution à la course aux armements ne se profilait. Mais malgré tout, le climat diplomatique, dans les années 1924 à 1929, semblait plus favorable que jamais. Le protocole de Genève contre les armes chimiques fut signé, les relations franco-allemandes se détendaient, l’URSS fut reconnue diplomatiquement, l’Allemagne entra à la Société des Nations.
En 1926, l’Assemblée de la Société des Nations chargea donc le Conseil de créer une commission préparatoire, en vue d’une conférence générale sur le désarmement.

## La Commission préparatoire pour la conférence du désarmement
La Commission préparatoire se réunit régulièrement entre le mois de mai 1926 et le mois de mai 1929, au cours de six sessions. Elle fut convoquée la première fois, sur décision du Conseil de la Société des Nations, le 15 février 1926, pour une première réunion constitutive. La Commission était composée des représentants des États membres de la Société des Nations, plus l’Allemagne, l’URSS, les États-Unis, et six autres États non membres. Toutes ses réunions se tinrent à Genève, siège de la Société des Nations.
Les premières sessions eurent lieu de manière assez régulière, à raison de deux par année, une au printemps et une en automne, jusqu’à la quatrième session, de novembre à décembre 1927. Elle se réunit ensuite lors de deux dernières sessions, au printemps 1928 et au printemps 1929.
Les débuts furent quelque peu laborieux. L’idée du Conseil de la Société des Nations était que la Commission préparatoire aurait dû se limiter à un travail technique en vue de faciliter la venue rapide d’une conférence internationale, mais certains pays, dont la France et l’Allemagne, considéraient que la Commission avait une compétence politique, et non seulement technique. La France essaya donc de rédiger un avant-projet de traité. Au cours de la troisième session, un compromis semblait pouvoir exister avec la position britannique, mais tout fut remis en question avec l’intervention de l’URSS lors de la quatrième session.
L’URSS, qui n’avait pas pris part aux premières sessions, proposa, avec une certaine insistance, un projet de désarmement général. Ce projet, qui prévoyait à terme la suppression totale de toutes les forces armées, était utopiste. L’étude de ce projet fit perdre beaucoup de temps, et finalement, en mai 1929, la Commission avait progressé seulement sur deux points. Le premier était un accord de principe sur la réduction des forces navales, fruit d’un long travail de compromis entre la France et le Royaume-Uni. Le second était que la meilleure solution pour limiter les armements était de rendre parfaitement transparents les montants des dépenses militaires de chaque pays. Comme on le voit, il s’agissait de deux principes bien fragiles, qu’aucune mesure concrète ne venait renforcer.

## Organisation
Plus de 60 pays participèrent, donc 5 États non membres de la Société des Nations (l’Égypte, l’Arabie, le Brésil, le Costa Rica et les États-Unis). Presque toute la communauté internationale était présente.
Les deux organes principaux de la conférence étaient la Commission Générale et le bureau. La Commission Générale était composée d’une délégation par État participant et était l’organe suprême de la Conférence. Le bureau, plus restreint, avait une fonction exécutive, structurait les travaux de la Conférence et était composé du président de la Conférence, du président d’honneur et de 14 vice-présidents.
Le président de la Conférence était le ministre des Affaires étrangères britannique, Arthur Henderson. Le président d’honneur était le conseiller fédéral Giuseppe Motta, président de la Confédération suisse. Les autres membres du bureau étaient les délégués de l’Argentine, la Belgique, l’Allemagne, la France, l’Empire britannique, l’Italie, le Japon, l’Autriche, la Pologne, la Suède, la Tchécoslovaquie, l’URSS et les États-Unis. Les présidents et les vice-présidents de certaines commissions spéciales furent également admis dans le bureau.

## Déroulement
La conférence commença à siéger à partir du 2 février 1932. Les réunions se tenaient à Genève, siège de la Société des Nations, dans le Bâtiment électoral, au cœur de la Cité de Calvin. Les débats de la Commission générale, ainsi que de certains commissions, étaient publics. Les journalistes et les particuliers pouvaient donc y assister. L’opinion publique jouait donc un rôle non négligeable dans la diplomatie internationale de cette époque, ce qui était un fait nouveau. Ce fut d’ailleurs sur l’opinion publique, largement favorable au pacifisme, que les hommes d’état et les diplomates en faveur du désarmement s’appuyèrent. Bien que la Conférence devait traiter un grand nombre de thématiques, la question centrale, qui conditionnait tous les débats, était le rapport de force entre l’armée allemande et l’armée française. Les débats étaient donc très centrés sur l'Europe.
Le 5 février, la délégation française présenta son plan, qui prévoyait l’interdiction de plusieurs catégories d’armements, comme l’aviation de bombardement et l’artillerie lourde, et la mise à disposition des unités déjà existantes au Conseil de la Société des Nations. De plus, les États étaient censés mettre à disposition du Conseil une partie de leurs forces terrestres, navales et aériennes. De cette manière, on créerait une sorte d’armée internationale sous le commandement de la Société des Nations. Cette armée, ayant le monopole de certaines catégories d’armements, devait en outre être en mesure de s’imposer facilement face à une armée nationale.
Ce projet répondait à la fois aux objectifs de sécurité de la France et à l'objectif de désarmement de la Conférence. Il était néanmoins très ambitieux et rencontra beaucoup de résistance, bien qu’il suscita aussi une certaine sympathie de la part de l’opinion publique et de certaines puissances mineures.
Le 22 juin 1932, le président des États-Unis, Herbert Hoover, proposa un autre plan original. Il prévoyait un désarmement général en deux points :
- Premièrement, une réduction des effectifs dans la plupart des armées, qui serait établie selon des quotas complexes et devait maintenir un équilibre des forces, nécessaire à la paix. Cette réduction maintenait la supériorité numérique de l’armée française, tout en assurant la sécurité de l’Allemagne.
- Deuxièmement, le plan américain prévoyait la suppression totale de certaines catégories d’armements dits « offensifs », comme les bombardiers, les tanks, l’artillerie lourde mobile et les armes chimiques.

L’inconvénient majeur de ce plan était l’établissement de deux catégories rigides : les armes « offensives » et « défensives ». Il ne tenait pas compte des réalités de la guerre et du fait que sur le terrain, la limite entre la défense et l’attaque ne sont pas toujours claires. La libération d’un territoire occupé, par exemple, peut être considérée à la fois comme de l’attaque et de la défense.
En juillet 1932, l’Allemagne se retira une première fois de la Conférence. (Le retrait définitif aura lieu en 1933.) La délégation allemande estimait qu’elle était traitée injustement et réclamait l’égalité de traitement et donc la parité militaire avec la France. Il faut dire que l’armée allemande, depuis le traité de Versailles, était limitée à un effectif de 100 000 hommes, et la conscription était interdite. La flotte de guerre allemande était sévèrement réduite, et l’Allemagne n’avait pas le droit d’avoir une aviation. En réalité, l’Allemagne préparait son réarmement, notamment grâce à une politique active de recherche et développement dans l’industrie de la défense. Le gouvernement de la république de Weimar, qui était encore démocratique, Hitler ne devenant chancelier qu'en janvier 1933, avait espéré une remise en question des clauses militaires du traité de Versailles. En claquant la porte, l'Allemagne espérait pouvoir réintégrer la conférence dans une position de force.
Le 14 décembre 1932, l’Allemagne fut de nouveau admise à la Conférence sur le Désarmement et obtint un accord de principe sur la question de l’égalité de traitement. Quelques semaines plus tard, en janvier 1933, Hitler devint chancelier.
Sa politique à Genève ne fut pas fondamentalement différente de celle du gouvernement précédent. Il essaya d’obtenir les clauses les plus favorables pour que le réarmement allemand puisse être le plus rapide possible. La seule différence est qu’il n’avait pas peur de violer le Traité de Versailles si les négociations à Genève échouaient.
En mars 1933, l'empire du Japon quitta la Société des Nations et la Conférence du désarmement. Il entendait ainsi protester le rapport de la Société des Nations qui avait condamné l'agression japonaise en Mandchourie. Le départ du Japon mit fin à tout espoir de désarmement mondial. Comme c’était surtout en Europe que se jouait le destin du monde, la Conférence du désarmement suivit néanmoins son cours.
En mai 1933, le Royaume-Uni proposa le plan MacDonald » du nom du premier ministre britannique, Ramsay MacDonald. Le plan répondait en partie aux demandes de l’Allemagne et était très défavorable à la France. Il prévoyait à peu près l’égalité totale entre les forces allemandes et françaises, mais il était sous certains aspects plus favorable à l’Allemagne. Par exemple, il ne prenait pas en compte l’existence des milices paramilitaires du parti national-socialiste : les SA et les SS. La France, appuyée par les États-Unis, insista pour que des modifications essentielles soient apportées au plan. Parmi ces mesures y figuraient la suppression totale des forces paramilitaires allemandes et un système d’inspection et de contrôle.
Le principe était que l’Allemagne devait en premier se plier aux exigences du plan, et après deux à quatre ans, la France devait réduire son propre armement.
Le 14 octobre 1933, le Troisième Reich se retira définitivement de la Conférence du Désarmement et annonça également son départ de la Société des Nations, qui ne prit pas effet immédiatement. Si le plan MacDonald était largement favorable à l’Allemagne en mettant fin à toutes les clauses militaires du traité de Versailles qui limitaient la puissance militaire allemande, et il n'avait pas de contrepartie significative, il ne satisfaisait pas les ambitions d'Hitler.
En effet, Hitler ne voulait pas seulement une « place au soleil » pour le Reich. Il voulait que la préparation militaire de l’Allemagne soit supérieure à celle de la France dans la perspective de la guerre, qui selon lui était inévitable. Pour cela, il était nécessaire que le réarmement allemand se fasse dans le plus grand secret, et il ne pouvait tolérer en aucun cas que des inspecteurs internationaux viennent surveiller l"appareil de guerre allemand.
Hitler était convaincu que cette issue était sans conséquence pour l'Allemagne et comptait sur la diplomatie bilatérale pour éviter l'isolement. Les traités et les alliances qu’il conclura les années suivantes lui permettront en effet de préparer l’Allemagne à la guerre.
Au cours des années suivantes, l’Allemagne fut pressée plusieurs fois, notamment par les Britanniques, de réintégrer la conférence. Les Français entamèrent une politique de réarmement, tout en continuant à participer à la conférence.
La conférence, à partir du départ de l’Allemagne, réorienta ses travaux sur les questions de la production et du commerce des armements. Ces questions avaient déjà été débattues en 1932-1933, mais les discussions avaient abouti à un blocage total. Pourtant, un travail préparatoire considérable avait été effectué dans les années précédentes. Il existait le projet de convention sur le commerce des armes de 1925 et le projet de convention sur la fabrication des armes de 1929. Le projet de convention de 1925 réunissait un large consensus, mais de nombreux pays importateurs d’armes refusaient de le signer avant l’entrée en vigueur d’une convention sur la production d’armements. Le projet de 1929 était moins abouti et fit l’objet d’âpres négociations.
Le problème principal était d’ordre idéologique. On faisait à cette époque une distinction entre « fabrication privée » d’armement et « fabrication d’État ». Les diplomates et les hommes d’état étaient convaincus que les "marchands de canons" avaient été en partie responsables de la course aux armements qui avait mené à la Première Guerre mondiale. La volonté de contrôle de la production « privée » d’armement était beaucoup plus sévère, et de nombreux diplomates voulaient même une interdiction totale.
En même temps, certains jugeaient toutefois que le contrôle de la « fabrication d’État » devait être moins strict. Pour les délégations des principaux pays importateurs d’armes, cette distinction n’avait aucun sens. À la fin de 1933, la conférence était dans l’impasse.
En juillet 1934, la délégation américaine proposa un projet de convention, qui statuerait à la fois sur le commerce et sur la production d’armements. Ce texte balayait définitivement les anciens projets de 1925 et 1929, mais il avait au moins le mérite d’être assez simple et de régler les deux problèmes en même temps. De plus, il ne faisait pas la distinction entre la « fabrication privée » et la « fabrication d’État ». Ces qualités devaient permettre de surmonter la réticence traditionnelle des pays importateurs d’armes.
Malheureusement, bien que ce projet fût discuté encore pendant des mois, il arrivait trop tard. En 1935, la conscription était rétablie en Allemagne, la France réarmait et l’Italie envahit l’Abyssinie malgré les protestations de la Société des Nations. Alors que les trois puissances du continent européen étaient en plein réarmement, les chances de succès de la Conférence du Désarmement étaient sérieusement compromises. La même année, le décès du président de la conférence, Arthur Henderson, marqua symboliquement son échec.

## Sources historiques
- AAVV, Désarmement, imprimerie Danzig, Paris, 1931.
- AAVV, Conférence du désarmement, travaux préparatoires, section d’information, secrétariat de la Société des Nations, Genève, 1931.
- AUBERT, Louis, « Les États-Unis et la conception française du désarmement ». In : Politique étrangère, no 3, 1936, p. 20-36.
- CLAY, Kenneth, Les Rapports Politiques Franco-Allemands à la Conférence du Désarmement, Les Presses zoniennes, Ambilly, 1939.
- COULON, Pierre, La Conférence du désarmement, Les Presses modernes, Paris, 1934
- GARDES, André, Le désarmement devant la Société des Nations, Presses Modernes, Paris, 1929.
- GRANGER, Robert, Régime juridique de la fabrication et du commerce privés des matériels de guerre, armes et munitions, Éditions de l’Usine, Paris, 1939.
- OTTLICK, George, Annuaire de la Société des Nations, 1936, Éditions de l’Annuaire de la Société des Nations, Genève, 1936.
- OTTLICK, George, La Société des Nations et le désarmement, Éditions de l’Annuaire de la Société des Nations, Genève, 1932.
- SOCIÉTÉ DES NATIONS, Annuaire statistique du commerce des armes et munitions, Kundig, Genève, 1930.
- SOCIÉTÉ DES NATIONS, Conférence pour le Contrôle du Commerce International des Armes et Munitions et Matériels de Guerre, Convention, Déclaration concernant le territoire d’Ifni, Protocole sur la guerre chimique et bactériologique, Protocole de Signatures, Acte final, Kundig, Genève, 1925.
- SOCIÉTÉ DES NATIONS, Conférence pour le Contrôle du Commerce International des Armes et Munitions et Matériels de Guerre, Résumé Historique, Texte du Projet de Convention, Extraits des Procès-verbaux de la Commission temporaire mixte, de la Commission permanente consultative et du Conseil, Autres documents, Kundig, Genève, 1925.
- SOCIÉTÉ DES NATIONS, Conférence pour la réduction et la limitation des armements, Documents de la conférence, (3 vol.), Kundig, Genève, 1935.
- SOCIÉTÉ DES NATIONS, Contrôle national de la fabrication et du commerce des armes, Kundig, Genève, 1938.
- Traité de Versailles de 1919, incluant le Pacte de la Société ses Nations